# Hamed Eini
Hamed Mahmoud Eini (ur. 1989) – irański mistrz w kulturystyce.

## Życiorys
W sierpniu 2018 roku zdobył dwa złote medale podczas zawodów World Regional Championships w Singapurze (w kategorii wagowej superciężkiej i kategorii ogólnej mężczyzn) oraz uzyskał kartę profesjonalnego kulturysty (IFBB PRO Card).

## Osiągnięcia
- 2017: Międzynarodowe Mistrzostwa w Kulturystyce Amatorskiej, federacja IFBB, kategoria wagowa do 85 kg – II m-ce[2][3]
- 2018: Zawody World Regional Championships, federacja IFBB, kategoria ogólna: kulturystyka mężczyzn – I m-ce[4]
- 2018: Zawody World Regional Championships, federacja IFBB, kategoria wagowa superciężka – I m-ce[4]
- 2022: Zawody IFBB Thailand Pro, kategoria Men’s 212 – II m-ce[5][6]